# Peter Cargill
Pour les articles homonymes, voir Cargill (homonymie).
Peter Cargill, né le 2 mars 1964 en Jamaïque et mort le 15 avril 2005 à Saint Ann Parish en Jamaïque, est un footballeur jamaïcain qui évoluait au poste de milieu de terrain.

## Carrière internationale
Peter Cargill faisait partie de l'équipe nationale jamaïcaine lors de la coupe du monde de 1998 en France. Par ailleurs il a été le capitaine des « Reggae Boyz » lors de la compétition.

## Décès
Peter Cargill décède dans un accident de la route le 15 avril 2005, à 41 ans, alors qu'il était entraîneur de Waterhouse FC. Ses funérailles rassembleront des centaines de fans venus lui dire un dernier adieu.

## Palmarès
- Finaliste de la Toto Cup (1989) (Maccabi Netanya)
- Vainqueur de la Coupe caribéenne des nations (1991 et 1998) ( Jamaïque)
- Vainqueur de la Coupe de Jamaïque (1998) (Harbour View)